# Ifflinger von Granegg

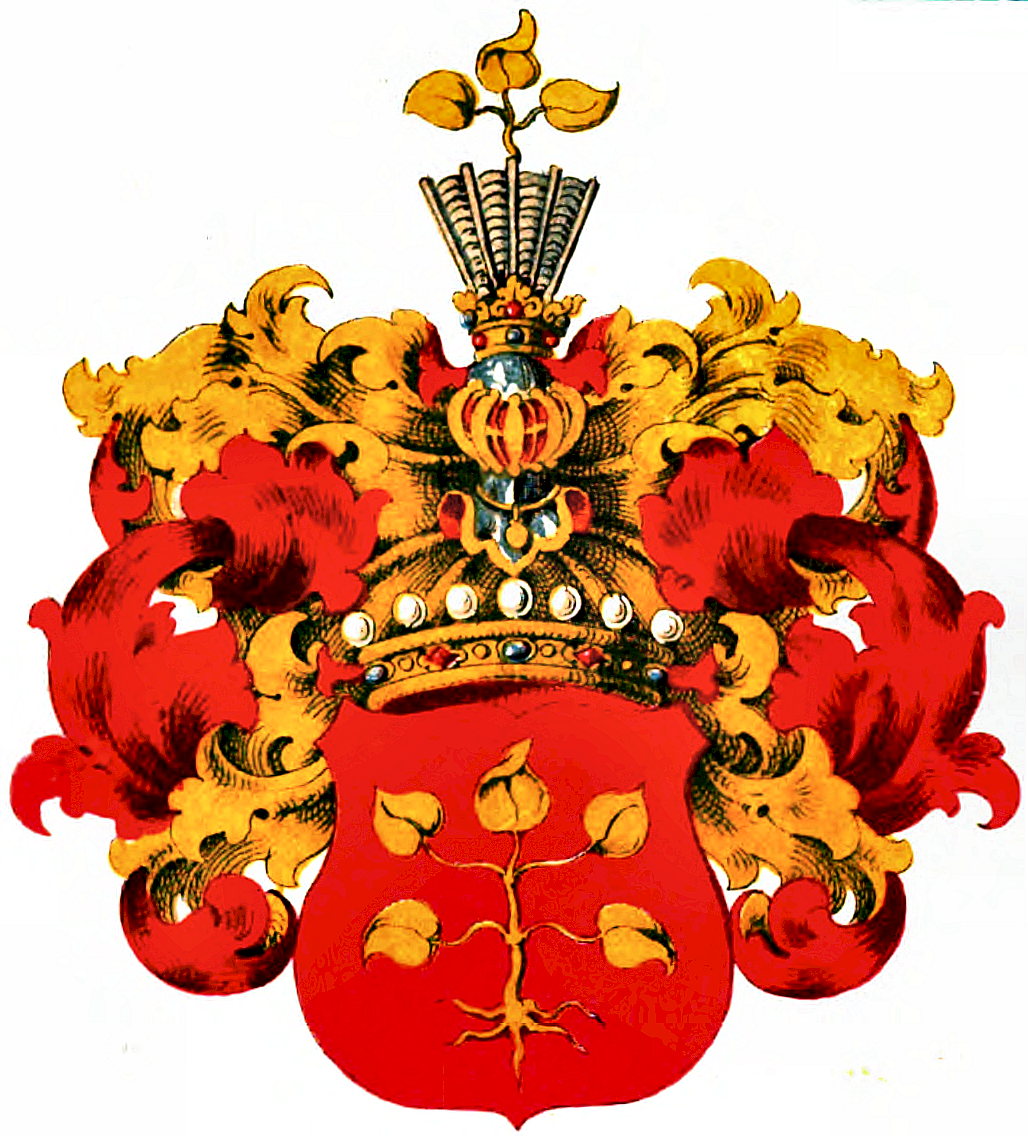
Wappen der Freiherren Ifflinger von Granegg

Die Freiherren Ifflinger von Granegg, in alten Schriften auch Iflinger von Graneck(h), waren ein uradeliges schwäbisches Geschlecht und gehörten dem Ritterkanton Neckar-Schwarzwald an. Nach dem Schloss Granegg nannten sie sich ab dem 15. Jahrhundert dann Ifflinger von Granegg (Graneck).

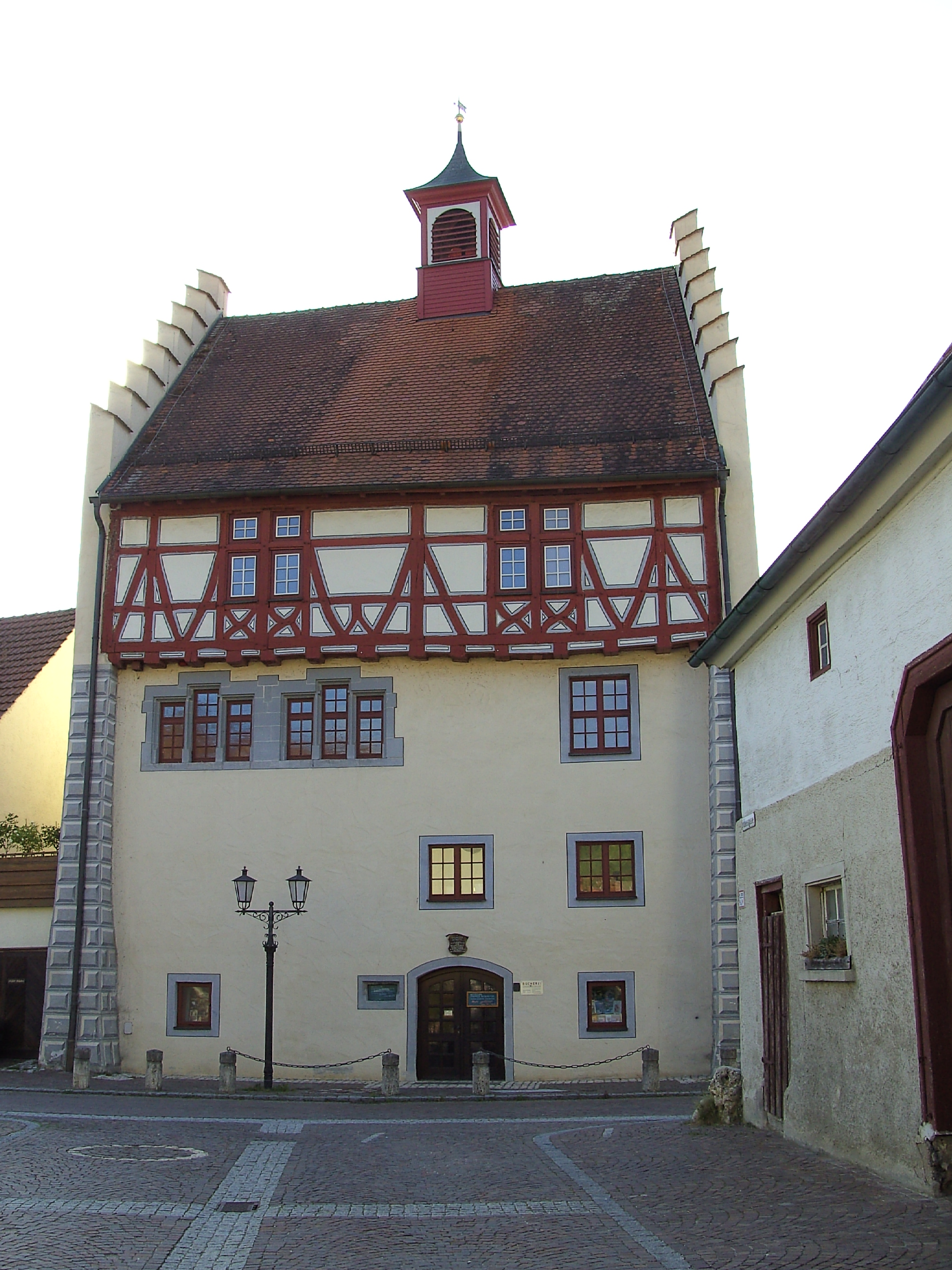
Das Ifflinger Schloss in Fridingen, erbaut um 1330

## Geschichte

### Die Ritter

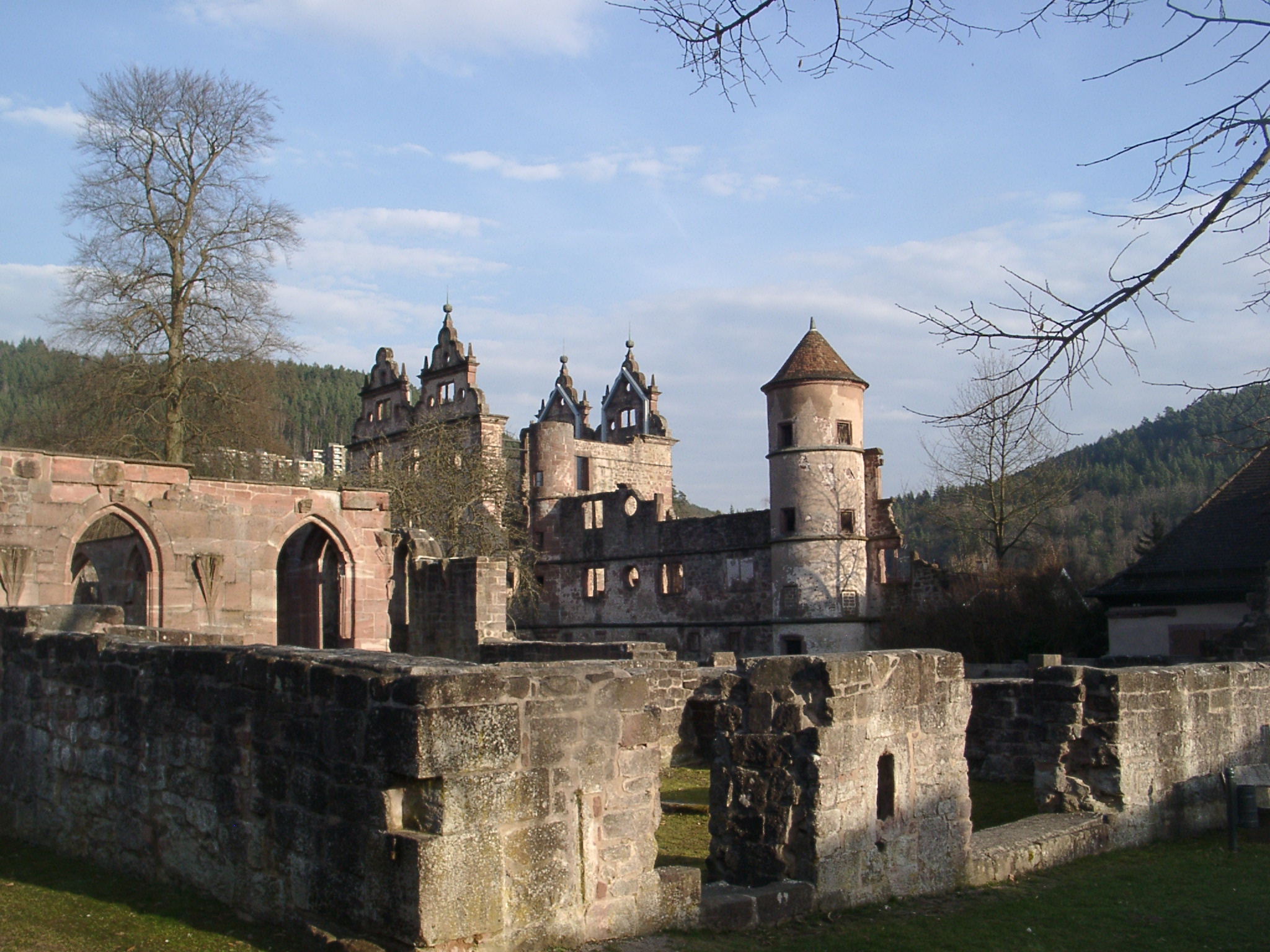
Klosterruine Hirsau

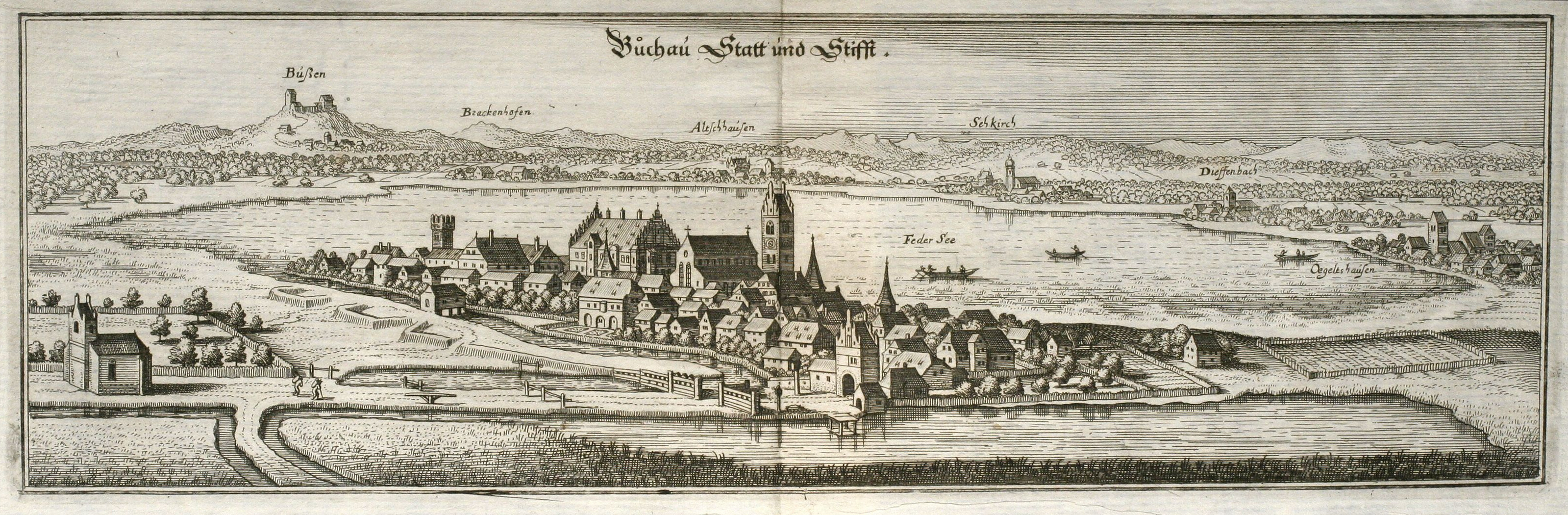
Buchau, Stadt und Stift im 17. Jhdt.

Von diesem alten, von jeher in der Schweiz und in Schwaben angesessenen, katholischen Adelsgeschlechts war der erste Träger des Namens Ifflinger der um 1290 geborene Conrad Üflinger. Seine Vorfahren waren vermutlich die Edelfreien von Uveningen. Die Ifflinger stammten aus der Gegend von Horb und Dornstetten.
Der erste urkundlich sichere Ahnherr war Jakob von Iflingen in der zweiten Hälfte des 14. Jahrhunderts lebte und auf Granegg seinen Sitz hatte. Er war mit Margarethe von Bondorf verehelicht. Das Paar hatte mehrere Söhne. Einer von ihnen war Ulrich, der Stifter einer früh wieder ausgegangenen Linie zu Fridek, ein anderer, Friedrich († 1428), wurde 1403 Abt von Kloster Hirsau. Letzterer stiftete 1427 den Altar der Frauenkloster-Kirche St. Moriz bei Rottweil.
Hans Conrad Iflinger von Graneck, auch ein Sohn Jakobs, wird in einer Urkunden im Jahr 1390 als Ritter erwähnt. Nach Bucelinus war die frühe Genealogie die folgende: Dieser Konrad Iflinger von Graneck nahm Mechtild von Wormlingen zur Frau, deren Sohn Johann, Agnes von Altingen zur Gattin hatte. Dieses Paar hatte Wolfgang Leonhard, vermählt mit Maria Salome Widmannin von Mieringen. In der direkten Erbfolge erscheint als Nächstes deren Sohn Johann Martin, verehelicht mit Margarethe von Andlauw und schließlich deren Sohn als Gatte der Helene von Schellenberg.
Die Familie gehörte ununterbrochen zur freien Reichsritterschaft in Schwaben und schon ein kaiserliches Mandat von 1521 gedachte, bei Bestätigung der Lehen und Reichsgüter der Familie, des „althergebrachten Namens und Stammes“ der Ritter und Herren Ifflinger von und zu Graneck, nachdem bereits Herzog Ulrich von Württemberg Hans Sebastian am 15. Januar 1513 mit den Herrschaften La(c)kendorf und Hendelbronn belehnt hatte. Trotz dieser Rittergüter, und Kronlehen von Württemberg wohnte die Familie in Rottweil am Neckar. Am 30. April 1537 belehnte König Ferdinand den Hieronymus von Ifflinger mit dem Fridinger Burglehen und Schloss Ifflingen, das dann über 250 Jahre in den Händen der Familie blieb. Im Jahre 1540 wurde Wellendingen, das den Ifflinger von Granegg gehörte, in der Landenbergischen Fehde verwüstet. Ab 1548 war Wellendingen dann im Besitz der Familie Humpis von Waltrams.
Sebastian Ifflinger war seit 1513 Satzbürger in Rottweil und war 1530 in Villingen wohnhaft. Er war von 1541 bis 1546 Obervogt für Tuttlingen und nach dieser Amtszeit zum Diener am Hof beordert, wo er dann aber 1551 des Dienstes entlassen wurde. 1549 und 1555 wird er als Obervogt von Haigerloch genannt. Unter seiner Obervogtei entstand mit der Enzbergischen Forstgrenzkarte die erste bildliche Darstellung der Stadt. Trotz der durch Herzog Christoph ab 1535 in Tuttlingen eingeführten Reformation blieb Hans Sebastian Ifflinger katholisch.
Außer den Schlössern Burg Granegg und Schloss Frideck (später auch Ifflinger Schloss) gehörte auch ein Schloss bei Stetten, der „Ring“ genannt, und in Horgen das auf dem sogenannten Kirchbühl gelegene Schloss Weckenstein. Dieses Anwesen wurde in Folge eines Streites zwischen den Söhnen des Hans Sebastian, Hans Georg von und zu Graneckh vermählt mit Helena von Rosenfeld und Hans Conrad Ifflinger von Graneckh zu Fridingen, „Römisch Kaiserlicher Majestät und Fürstlicher Durchlaucht“ Obervogt der oberen Herrschaft Hochenberg, verheiratet mit Anna Maria von Wöllwarth, erbaut, um eine Aussöhnung herbeizuführen.
Nachdem der Ort Horgen schon im Jahre 1531 von Johann Baptist Ifflinger um 120 fl. an die Stadt Rottweil verkauft worden war, kaufte diese im Jahre 1598 vom Hans Georg dessen Besitzungen, nämlich die Schlösser Granegg, Frideck, Weckenstein, die Flecken Niedereschach und Stetten, nebst dem sogenannten Seihenhof mitsamt 200 Leibeigenen um die Summe von 77 000 fl. Nun trat aber dessen Bruder Hans Conrad, Obervogt der Hohenberg’schen Herrschaft zu Friedingen mit Ansprüchen „von wegen seiner ererbten Anwartschaft des Granegg’schen Kaufs halber“ auf. Demzufolge traten am 16. und 17. März 1603 verschiedene Personen beider Parteien in Rottweil zusammen, namentlich Franz Christoph Freiherr von Wolkenstein, Herr zu Droßburg, Junker Joachim zu Haufen, Junker Vorburger vom Kammergericht in Speyer, Junker Peter Andreas von Altdorf, Junker Conrad von Altkirch, Bürger in Schaffhausen und Junker von Hornstein, Landschreiber zu Rottenburg. Der Kläger Hans Conrad forderte eine Abstandszahlung von 26 000 fl. Man einigte sich schließlich mit ihm auf die Überlassung des erkauften Hauses zu Villingen samt den dazu gehörigen Wiesen und einer Geldzahlung von 15 000 fl. für ihn und 1300 fl. für seine Gattin. Am 18, März 1603 wurde die Urkunde ausgefertigt. Die Einnahmen wurden für die Errichtung eines Fideikommiss verwendet. Eine Schwester der beiden Brüder war Elisabeth († 1602), Äbtissin (ab 1568) der Konventfrauen von Kloster Heiligkreuztal.

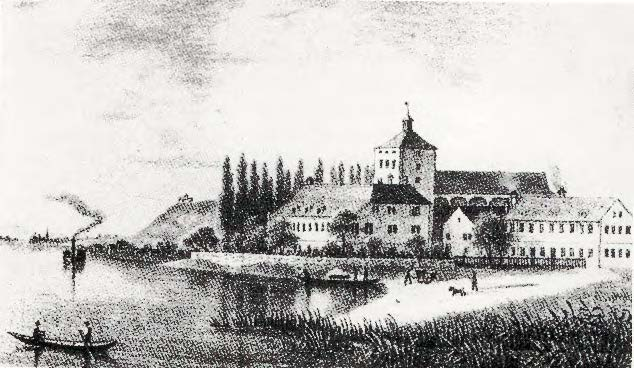
Schloss Oberstaad um 1830

Johann Konrad führte von 1659 bis 1667 als Hofmeister die Rechnungen des freiweltlichen Damenstifts Buchau am Federsee. Sein Bruder Johann Jakob († 1677) kam am 24. Juni 1626 in den Rat der Stadt Villingen und war dort Bürgermeister von 1666 bis 1677. Er hatte acht Söhne, von welchen der älteste, Jacob Carl, Hofmarschall am Fürstenbergischen Hof zu Möskirchen wurde. Georg Anton Ifflinger von Granegg (* 1692 in Konstanz; 7. Dezember 1745 in Fridingen), im Jahr 1719 mit dem Fridinger Burglehen belehnt, war mit Maria Anna Verena Magdalena Sidonia Beck von und zu Willmendingen vermählt.

### Die Freiherren

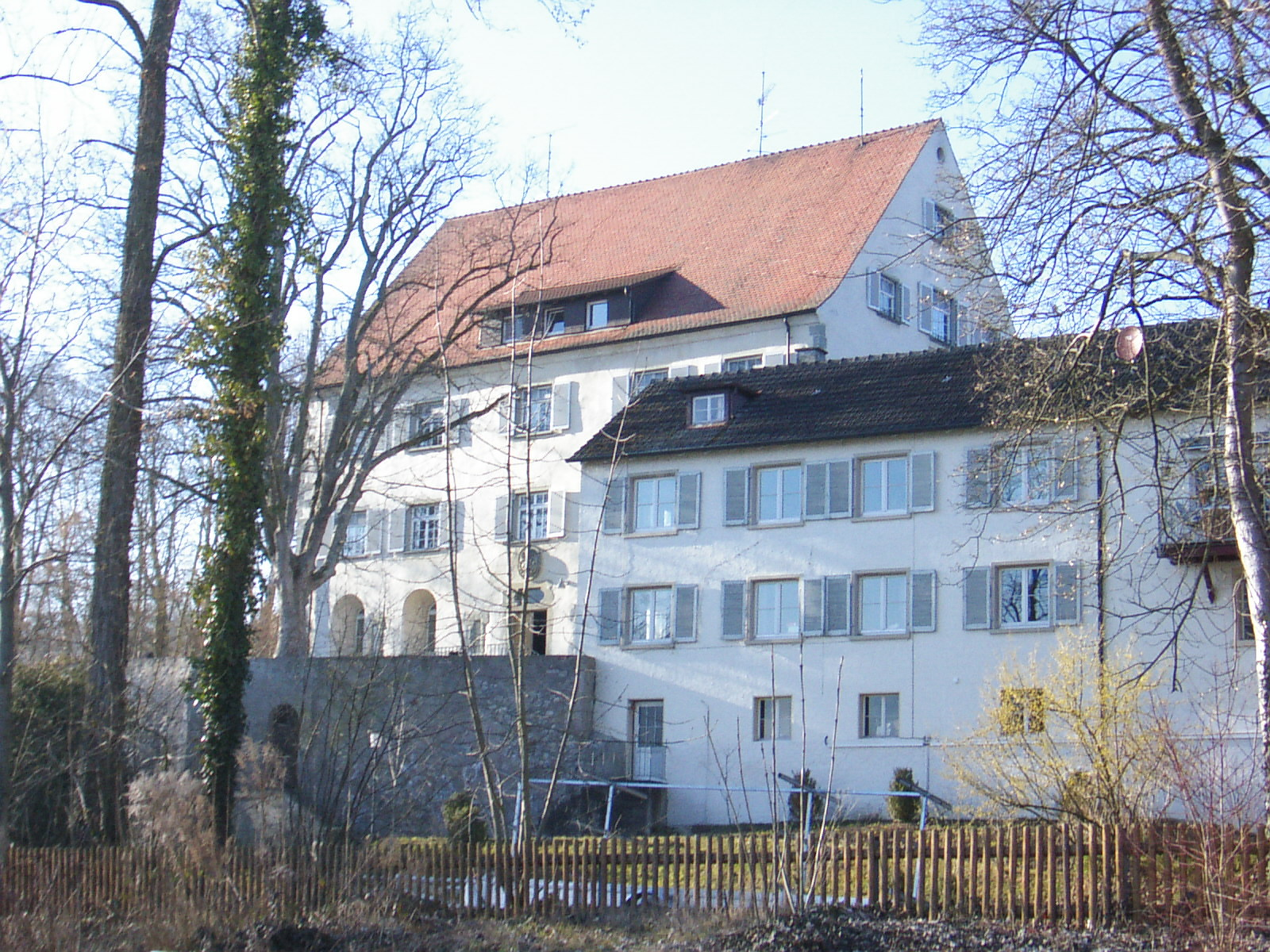
Schloss Gaienhofen

Freiherr Karl-Alexander Ifflinger von Granegg (* 1735 in Fridingen), Georg Antons Sohn, verkaufte 1793 seinen Fridinger Besitz mit der Burgruine Michelstein um 95.000 Gulden an Emanuel und Michael Levi aus Hechingen und kaufte 1793 den Freisitz Glarisegg am Untersee im Kanton Thurgau, wo der Familie bereits mehrere Ansitze gehörten. und Schloss Gottlieben bei Konstanz. Seine Mutter, eine Freifrau Beck von und zu Willmendingen wohnte vermutlich dort. Er veräußerte Glarisegg und kaufte dafür die Burg Oberstaad, die aber schon im Jahre 1821 in den Besitz von Baron Felix Karl von Lenz überging. Sein Sohn Joseph Karl (* 11. Juli 1772; † 1. August 1853 auf Schloss Gaienhofen), Herr zu Lackendorf und Hendlbronn, vermählte sich am 12. April 1807 mit Marie Caroline von Haffner zu Waßlenheim (* 27. Februar 1787). Er erwarb 1831 die Burg Granegg zurück, hatte zwei Söhne Karl Joseph und Adolf Wunibald (siehe unten) und die Tochter Marie Pauline (* 28. Januar 1819), die auf Schloss Gaienhofen lebten. Seine Schwester war Nanette (* 10. April 1787), verehelicht mit dem großherzoglich-badischen Hauptmann von Reinhardt in Konstanz.
Karl Joseph (* 28. März 1808 auf Schloss Oberstaad; † 19. Februar 1882), war Offizier (Hauptmann a. D.) des königlich württembergischen Infanterieregiments Nr. 4, sodann königlich württembergischer Kammerherr und Justizassessor sowie kaiserlicher deutscher Konsul. Er war seit dem 10. Januar 1837 mit Charlotte Emilie Ernestine Freiin von Berlichingen-Jaxthausen (* 5. Juli 1814) vermählt. Er hatte einen Sohn, Alfred Wilhelm Heinrich (* 30. Mai 1838 in Stuttgart) von dem keine Nachkommen vermittelt sind.

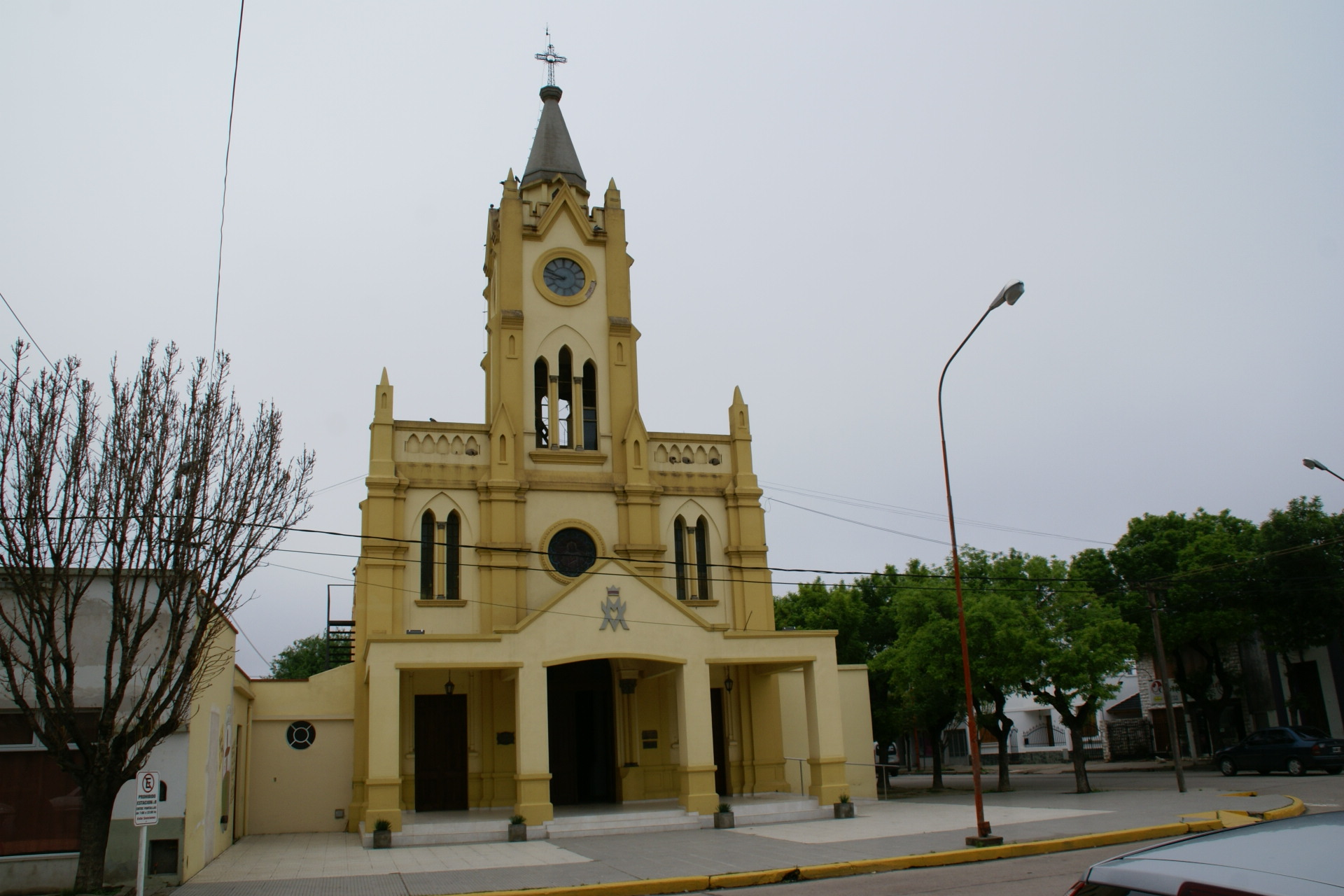
Kirche von Corral de Bustos

Adolf Wunibald (* 21. Februar 1809 auf Schloss Oberstaad; 5. August 1878 in Rosario), Herr des Schlossguts Gaienhofen am Bodensee, heiratete am 20. September 1852 Martha Maria Boettlin (* 1. April 1829; † 24. Mai 1880 in Rosario). Das Ehepaar hatte vier Kinder, die Söhne, Gustav Adolf, Carl Alexander und Anna (* 2. Juli 1867). Im Jahr 1864 verkaufte er Schloss Gaienhofen. Anschließend übersiedelte er mit seiner Familie zuerst nach Stuttgart. Ende 1877 wanderte er mit den beiden jüngeren Söhnen Carl Alexander (* 18. April 1858 auf Schloss Gaienhofen), später Kaufmann in Rosario und Carl August (* 1. Januar 1861 auf Schloss Gaienhofen; † 14. April 1912 in Buenos Aires), verheiratet seit dem 5. August 1903 mit Hedwig Sophie Emilie Maria, Gräfin Beissel von Gymnich (* 20. November 1878 in Düsseldorf), später Kaufmann in Buenos Aires, nach Argentinien aus. Der Großvater des heutigen Familienoberhauptes Adolfo Carlos Augusto von Ifflinger-Granegg, gründete im Jahr 1891 in der neuen Heimat eine Stadt mit dem Namen „Ifflinger“. Adolfo Carlos Augusto von Ifflinger-Granegg, der sehr gut deutsch spricht, den Fridingern erklärte, hatte sein Großvater Karl im Jahr 1891 (amtliche Bestätigung vom 14. November 1901) in Argentinien eine Stadt mit dem Namen „Ifflinger“ gegründet, die heute 12.000 Einwohner zählt. Corral de Bustos - Ifflinger zählt heute 12 000 Einwohner. Der älteste Sohn, Gustav Adolf (* 7. August 1854 auf Schloss Gaienhofen), war zuerst königlich württembergischer Leutnant und wanderte dann in die Vereinigten Saaten aus. Dort avancierte er zum Chefingenieur der Minneapolis- und St.-Louis-Eisenbahn.
Die Wappen mehrerer Orte erinnern noch heute an das Geschlecht (siehe unten). Sowohl in Niedereschach als auch im Dunninger Ortsteil Lackendorf gibt es eine Ifflinger Straße.

## Wappen
Stammwappen: In rotem Schild eine goldene Lindenstaude.
Freiherren: Schild in Rot, darin ein fünfblätteriges goldenes Lindenblatt mit dreifacher Wurzel. Auf dem Schild ruht eine siebenperlige Freiherrenkrone, darüber ein gekrönter, offener Helm, auf dem aus einem grauen Korb (nach anderen: Zaun) ein dreiblätteriges goldenes Lindenblatt hervorwächst. Die Helmdecken sind rot-golden.

### Historische Wappenbilder

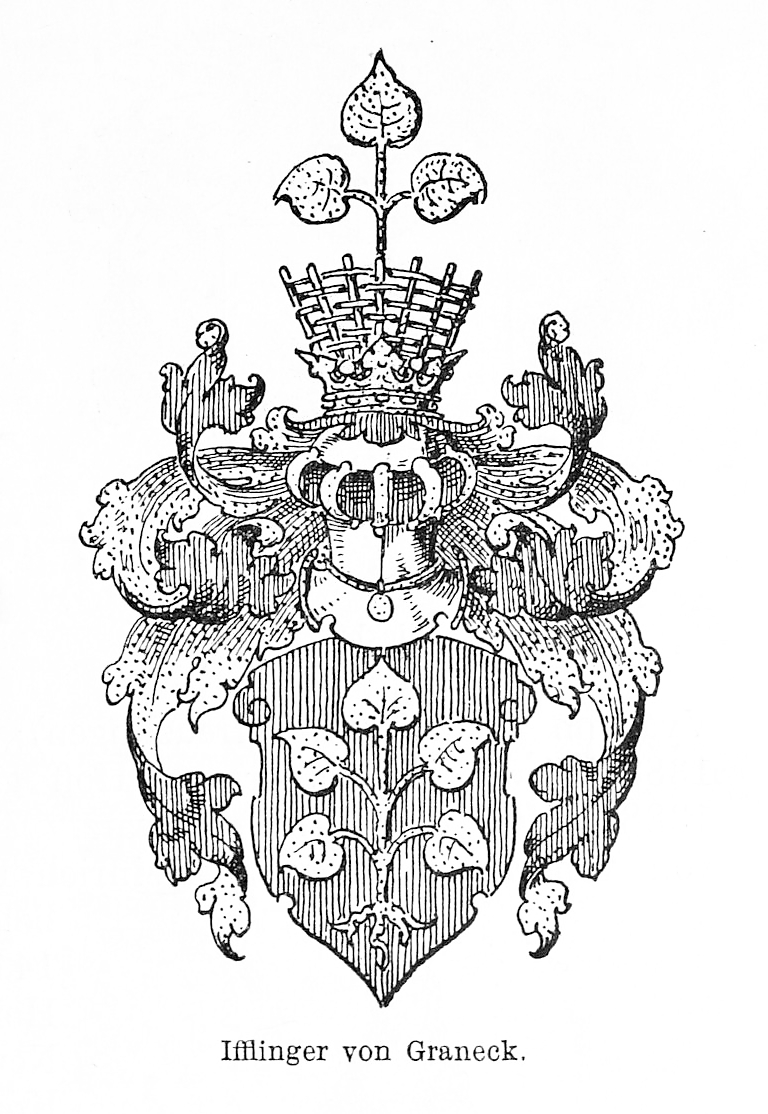
Julius Kindler von Knobloch, Oberbadisches Geschlechterbuch
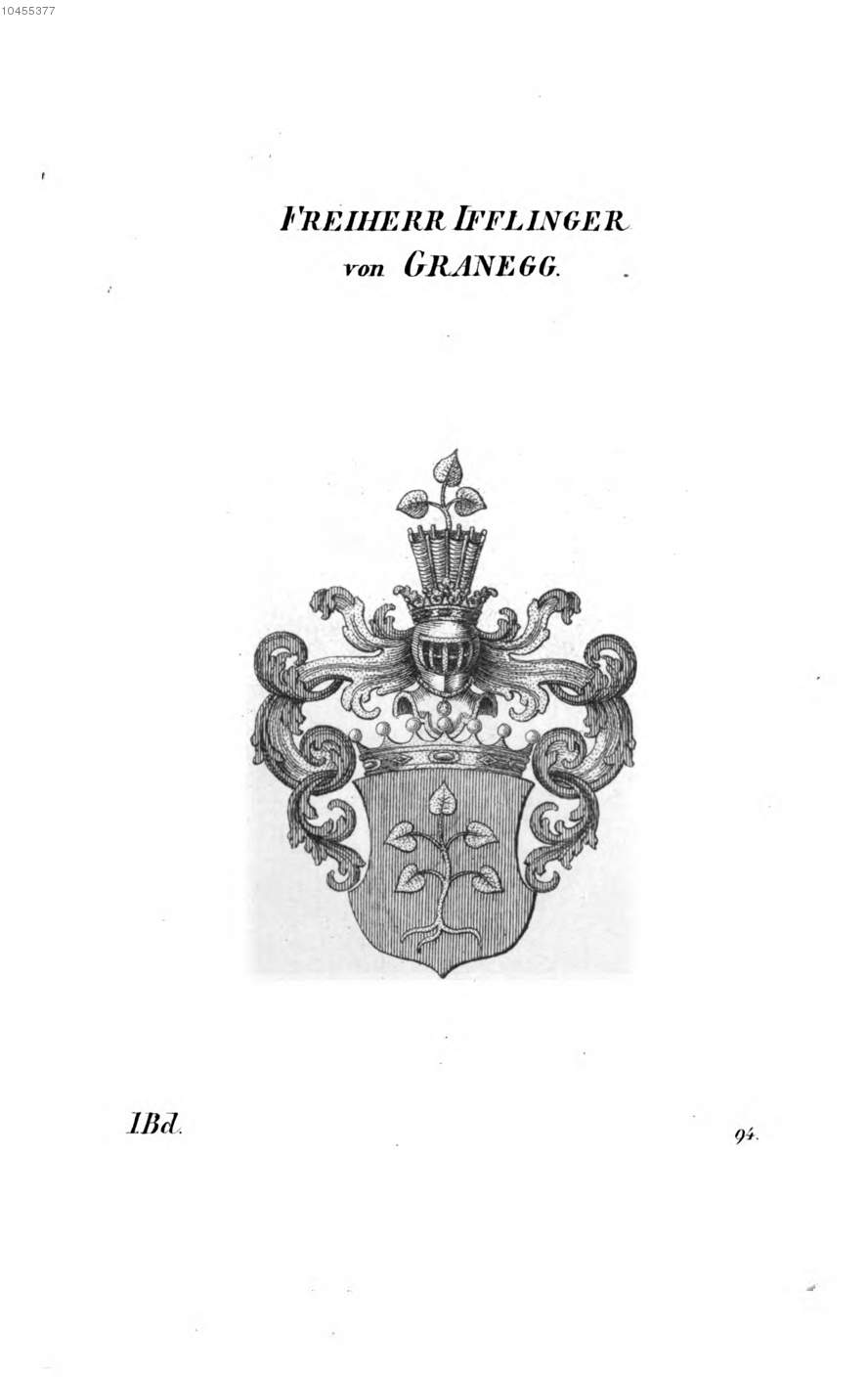
Tyroff Württ 1 199
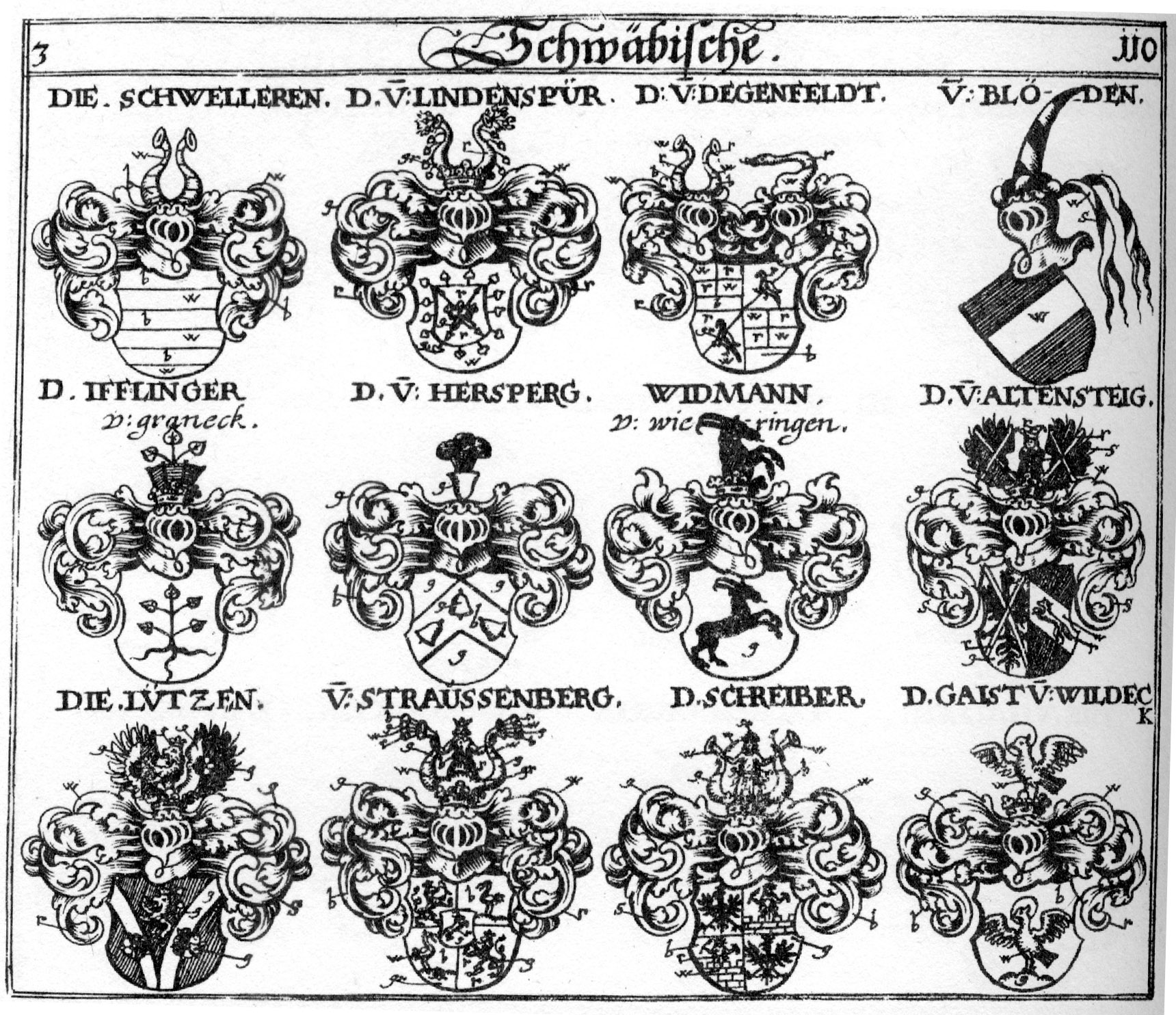
Siebmacher 1701–1705 C110

### Wappen mit Bezug zum Geschlecht Iflinger

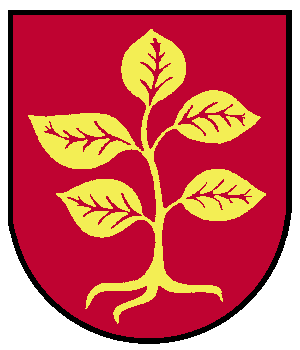
Wappen von Lackendorf, Ortsteil von Dunningen
Wappen von Unteriflingen, Ortsteil von Schopfloch
Wappen von Niedereschach